# 아델로바실레우스
아델로바실레우스(Adelobasileus)는 중생대 전기(트라이아스기)에 등장한 초기 포유양류(키노돈트에서 포유류로 진화하는 단계)에 속하는 키노돈트이다. 아델로바실레우스는 쥐처럼 생겼으며, 곤충을 먹는 즉, 식충성이었을 것으로 추정된다. 아델로바실레우스속의 모식종은 아델로바실레우스 크롬프토니(Adelobasileus cromptoni)라는 종으로 미국 텍사스주의 테코바스 층(Tecovas Formation)에서 발견된 두개골 화석에서 알려져 있다.
포유형류에 속하는 키노돈트인 티키테리움과 동시대에 살았던 아델로바실레우스는 트리텔레돈과보다 1,000만년 앞서 등장했다. 다른 키노돈트와 다른 두개골 특징, 특히 달팽이관의 하우징은 아델로바실레우스가 키노돈트에서 포유형류로 진화하는 과도기적 형태임을 시사한다. 이 때문에 모든 현대 포유류의 공통 조상과 가까운 친척이라고 추정한다. 전통적으로 특성 기반 분류법에 의해 포유강로 분류되었지만, 왕관군 포유강의 바깥 분류군으로 분류된다.